# Handreling

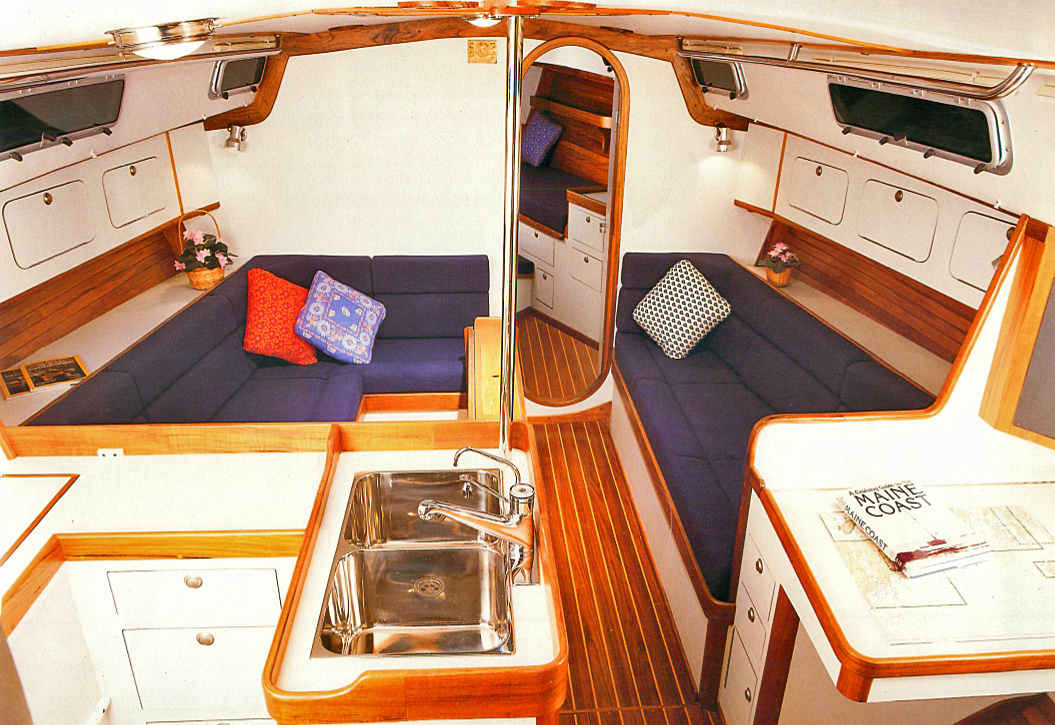
Handreling w formie rurek pod sufitem mesy

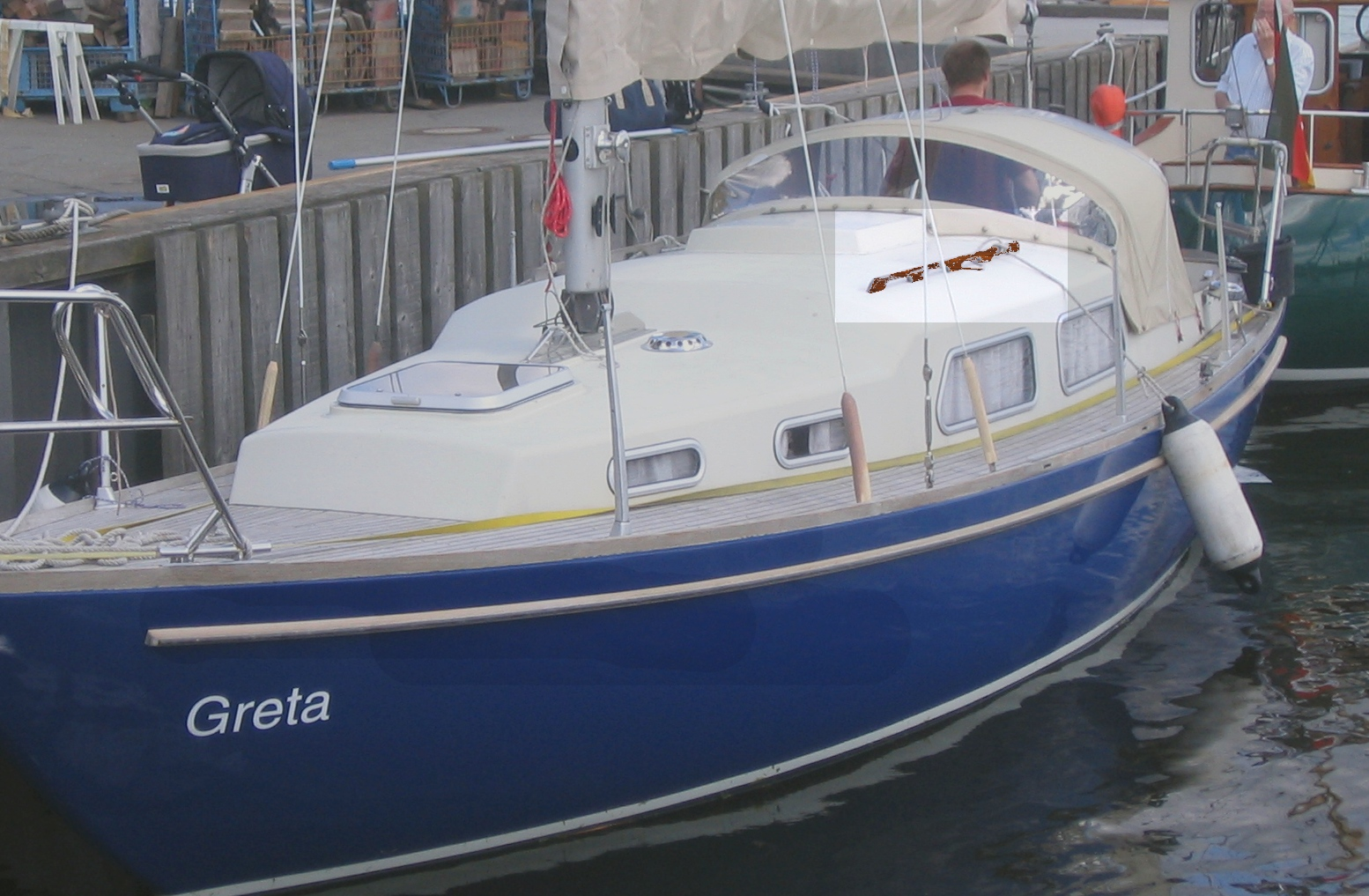
Handreling na dachu kabiny

Handreling – poręcz przytwierdzona na jednostce pływającej do pokładówki, nadbudówki lub wręcz do pokładu jako uchwyt dla dłoni, umieszczona w miejscach gdzie istnieje zagrożenie niebezpiecznej utraty równowagi. Bywa również umieszczana w newralgicznych miejscach we wnętrzu jednostki, np. w kambuzie, kingstonie itp.
Rolę handrelingu spełnia również jaksztag.